# Невшехир
Невшехир (тур. Nevşehir) је град у Турској у вилајету Невшехир. Према процени из 2009. у граду је живело 82.110 становника.

## Становништво
Према процени, у граду је 2009. живело 82.110 становника.
| 1990.  | 2000.  |
| ------ | ------ |
| 52.719 | 67.864 |